# Siegfried Kracauer
Siegfried Kracauer, né le 8 février 1889 à Francfort-sur-le-Main et mort le 26 novembre 1966 à New York, est un journaliste, sociologue et critique de films allemand.

## Biographie
Siegfried Kracauer naît dans une famille juive. Architecte de formation (ayant étudié la discipline de 1907 à 1913), Siegfried Kracauer fait ses débuts en tant que journaliste en 1922, activité qui le rendra célèbre par ses chroniques basées sur un sens de l'observation peu commun. Il est un ami de Walter Benjamin, Theodor W. Adorno et Ernst Bloch et une figure marquante de la gauche intellectuelle sous l'Allemagne de Weimar. Il est lié au cercle d'intellectuels réunis autour de l'Institut für Sozialforschung, soit le noyau institutionnel de ce qu'on appellera plus tard l'École de Francfort.
Son intérêt pour les phénomènes de société, comme les faits divers et les histoires de détectives, le conduit à bâtir une méthode analytique pour découvrir l'aspect caché du cinéma et de la photographie.
En 1927, il publie Ornament der Masse (L'Ornement de la masse). Son intérêt pour le marxisme le conduit à rejeter la plupart des aspects du capitalisme. En 1933, Kracauer s'exile à Paris, puis en Amérique, plus précisément à New York, en 1941. C'est en 1947 qu'il publie De Caligari à Hitler, une histoire psychologique du film allemand. Cet ouvrage fondamental ouvre une ligne de fuite entre l'esthétisme cinématographique et les états psychologiques qui secouent la société allemande et constitue un texte fondamental de la sociologie du cinéma.
Pour Kracauer, le cinéma porte en lui les structures et superstructures du nazisme. Des films comme Le Cabinet du docteur Caligari de Robert Wiene ou Metropolis de Fritz Lang explorent les zones d'ombre de la psyché d'une nation traumatisée qui cherche par le cinéma un exutoire à sa volonté de puissance. Malgré une approche marxiste du phénomène, Kracauer ne peut se soustraire à l'évocation d'un « réalisme fantastique » qui échappe au matérialisme historique. Les phénomènes de possession que dévoile Kracauer ne peuvent plus être cantonnés au domaine du rationnel et c'est cet aspect qui sera plus tard étudié par Lotte Eisner dans son ouvrage L'Écran démoniaque.
Une plaque en son hommage se trouve dans la maison où il habitait à Francfort, à la Sternstrasse 27. C'est là qu'il se retrouvait toutes les semaines, chaque samedi, avec Adorno (alors adolescent) pour lui enseigner la philosophie à travers la lecture de la Critique de la raison pure de Kant. Une plaque figure également à Berlin depuis 2010 au 35 Sybelstraße, appartement où il vécut avec sa femme Lili Kracauer de 1930 à 1933 avant l'exil, surplombant une petite place triangulaire dorénavant nommée Kracauerplatz, dans le quartier de Charlottenburg (auparavant Holtzendorffplatz). En 2011, on lui consacre une étoile sur le Boulevard des stars de la Potsdamer Platz à Berlin.

## Œuvres traduites en français

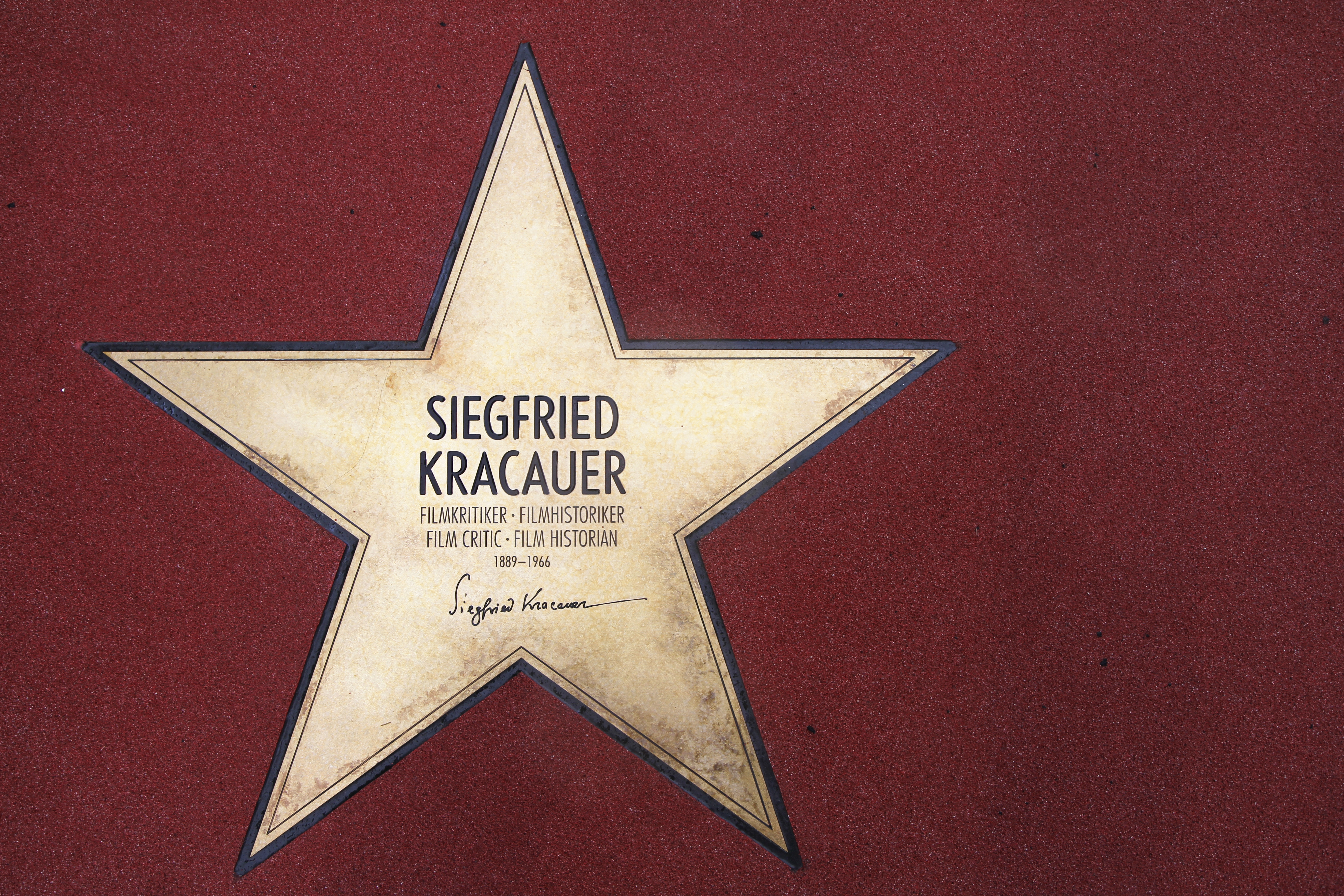
Étoile sur Boulevard des stars, Berlin Potsdamerplatz

- De Caligari à Hitler : une histoire psychologique du cinéma allemand, L'Âge d'Homme, 1973
- Le Roman policier : un traité philosophique, Payot, 1981
- Jacques Offenbach ou Le secret du Second Empire, Le Promeneur-Gallimard, 1994
- Rues de Berlin et d'ailleurs, Le Promeneur, 1995
- Le voyage et la danse : figures de ville et vues de films, PUV, 1996
- Les employés : aperçus de l'Allemagne nouvelle, 1929, Avinus, 2000
- Les employés. Aperçu de l’Allemagne nouvelle (1929), suivi d’une recension par Walter Benjamin, éds de la MSH, 2004
- L'Histoire. Des avant-dernières choses, Stock, 2006
- L'Ornement de la masse. Essai sur la modernité weimarienne, La Découverte, 2008
- Le voyage et la danse. Figures de ville et vues de films, Éd. de la Maison des sciences de l'homme, 2008
- Théorie du film. La rédemption de la réalité matérielle, Flammarion, 2010
- Sur l’amitié et autres écrits, Éditions La Tempête, 2022

## Correspondance
- Siegfried Kracauer et Theodor W. Adorno, Correspondance 1923-1966, trad. Wolfgang Kukulies, Le Bord de l'eau, 2018